# Liste des stations du métro de Budapest
Pour un article plus général, voir Métro de Budapest.

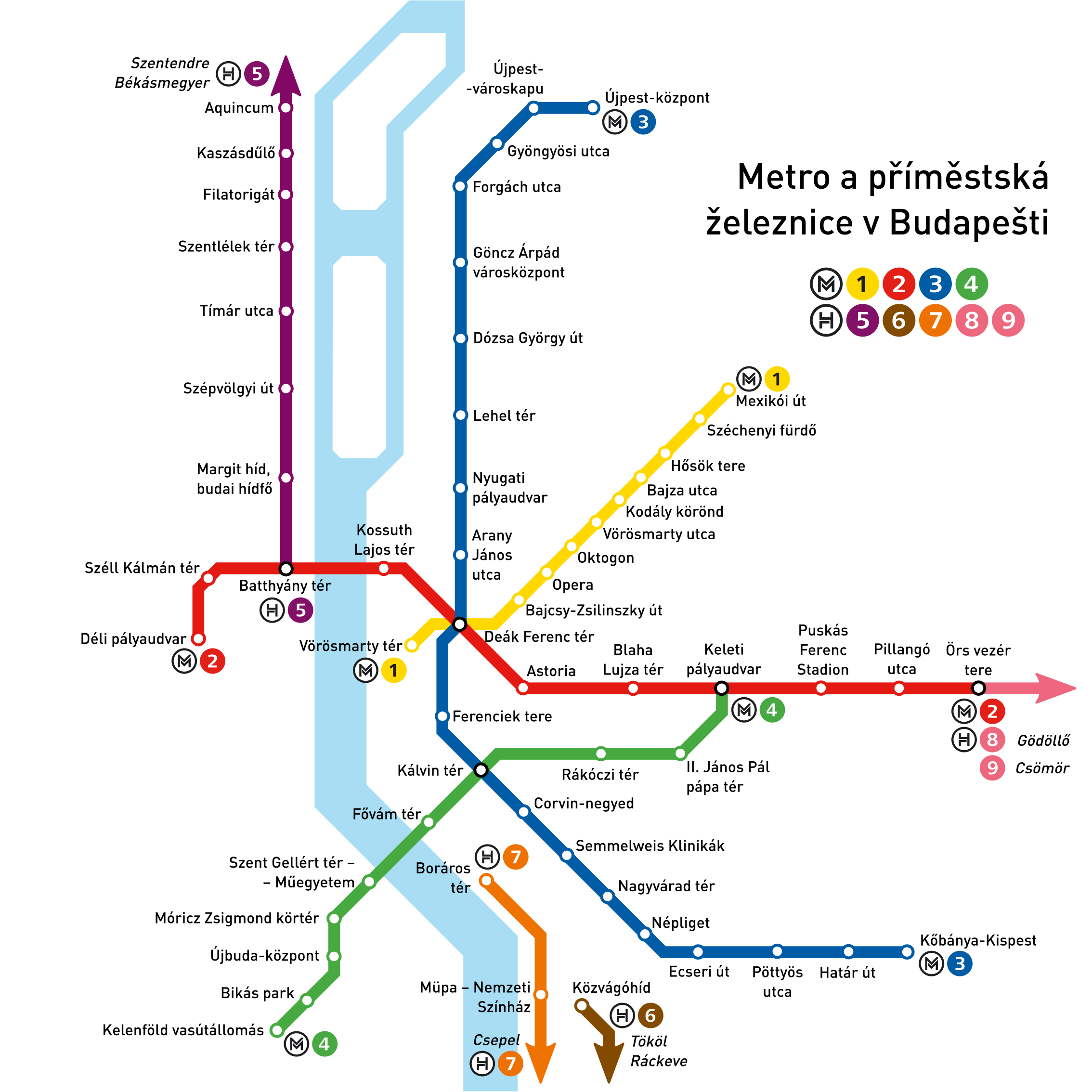
Plan du métro de Budapest

Liste des stations du métro de Budapest en Hongrie (les stations fermées ne sont pas comptées dans le total).
Pour alléger les tableaux, seules les correspondances avec les transports guidés (métros, trains, tramways, ...) et les correspondances en étroite relation avec la ligne sont données. Les autres correspondances, notamment les lignes de bus, sont reprises dans les articles de chaque station.
Les stations en gras servent de départ ou de terminus à certaines missions.

## Ligne M1
|  |   |  | Station              | Communes | Correspondances                                       |
|  | - |  | -------------------- | -------- | ----------------------------------------------------- |
|  | o |  | Vörösmarty tér       | 5e arr.  | 2 2B 23 15                                            |
|  | o |  | Deák Ferenc tér      | 5e arr.  | 47 48 49 72 9 16 105 178 210 210B 216 100E ↔ Aéroport |
|  | • |  | Bajcsy-Zsilinszky út | 6e arr.  | 72 9 105 210 210B                                     |
|  | • |  | Opera                | 6e arr.  | 70 78 105 210 210B                                    |
|  | o |  | Oktogon              | 6e arr.  | 4 6 105 210 210B                                      |
|  | • |  | Vörösmarty utca      | 6e arr.  | 73 76 105 210 210B                                    |
|  | • |  | Kodály körönd        | 6e arr.  | 105 210 210B                                          |
|  | • |  | Bajza utca           |          | 105 210 210B                                          |
|  | o |  | Hősök tere           | 6e arr.  | 72 75 79 20E 30 30A 105 230 210 210B                  |
|  | o |  | Széchenyi fürdő      | 14e arr. | 72                                                    |
|  | o |  | Mexikói út           | 14e arr. | 1 3 69 74 74A 82 25 32 225                            |

## Ligne M2
|  |   |  | Station               | Desserte                                  | Correspondances                                                                                           |
|  | - |  | --------------------- | ----------------------------------------- | --- |
|  | o |  | Örs vezér tere        | 10e arr., 14e arr.                        | 3 62 62A 80 81 82 10 31 32 44 45 67 85 85E 97E 131 144 161 161A 161E 168E 169E 174 176E 231 244 276E 277  |
|  | • |  | Pillangó utca         | 10e arr., 14e arr.                        | 10 |
|  | o |  | Puskás Ferenc Stadion | 8e arr., 10e arr., 14e arr. Gare routière | 1 1M 75 77 80 95 130 195                                                                                  |
|  | o |  | Keleti pályaudvar     | 7e arr., 8e arr. Gare ferroviaire         | 23 24 73 76 78 79 80 5 7 7E 8E 20E 30 30A 107 108E 110 112 133E 230 80a 120a                              |
|  | o |  | Blaha Lujza tér       | 7e arr., 8e arr.                          | 4 6 28 28A 37 37A 62 74 5 7 7E 8E 99 107 108E 110 112 133E 217E                                           |
|  | o |  | Astoria               | 5e arr., 7e arr., 8e arr.                 | 47 48 49 72 74 5 7 7E 8E 9 107 108E 110 112 133E                                                          |
|  | o |  | Deák Ferenc tér       | 5e arr., 6e arr., 7e arr.                 | 47 48 49 72 9 16 105 178 210 210B 216 100E ↔ Aéroport                                                     |
|  | o |  | Kossuth Lajos tér     | 5e arr.                                   | 2 2B 23 70 78 15                                                                                          |
|  | o |  | Batthyány tér         | 1er arr., 2e arr.                         | 19 41 11 39 111                                                                                           |
|  | o |  | Széll Kálmán tér      | 2e arr. Gare routière                     | 4 6 17 56 56A 59 59A 59B 61 5 16 16A 21 21A 22 22A 39 91 102 116 128 129 139 140 140A 149 155 156 221 222 |
|  | o |  | Déli pályaudvar       | 1er arr., 12e arr. Gare ferroviaire       | 17 56 56A 59 59A 59B 61 21 21A 39 102 139 140 140A 221 1 30a 40a                                          |

## Ligne M3
|  |   |  | Station                       | Desserte                                         | Correspondances                                                                                            |
|  | - |  | ----------------------------- | ------------------------------------------------ | --- |
|  | o |  | Kőbánya-Kispest 1980          | 10e arr., 19e arr. Gare ferroviaire              | 100a 142 150 68 85 85E 93 93A 98 98E 132E 136 148 151 182 182A 184 193E 202E 268 282E 284E 200E ↔ Aéroport |
|  | o |  | Határ út 1980                 | 9e arr., 10e arr., 19e arr.                      | 42 50 52 66 66B 66E 84E 89E 94E 99 123 123A 142E 194 194B 294E                                             |
|  | • |  | Pöttyös utca 1980             | 9e arr., 10e arr.                                | |
|  | o |  | Ecseri út 1980                | 9e arr., 10e arr.                                | 3 181 254E 281                                                                                             |
|  | o |  | Népliget 1980                 | 8e arr., 9e arr., 10e arr. Gare routière         | 1 1M 254E                                                                                                  |
|  | o |  | Nagyvárad tér 1976            | 8e arr., 9e arr.                                 | 23 24 281                                                                                                  |
|  | • |  | Semmelweis Klinikák 1976      | 8e arr., 9e arr.                                 | |
|  | o |  | Corvin-negyed 1976            | 8e arr., 9e arr.                                 | 4 6 |
|  | o |  | Kálvin tér 1976               | 5e arr., 8e arr., 9e arr.                        | 47 48 49 72 83 9 15 100E ↔ Aéroport                                                                        |
|  | • |  | Ferenciek tere 1976           | 5e arr., 8e arr., 9e arr.                        | 5 7 8E 15 107 108E 110 112 133E                                                                            |
|  | o |  | Deák Ferenc tér 1976          | 5e arr., 7e arr., 8e arr.                        | 47 48 49 72 9 16 105 178 210 210B 216 100E ↔ Aéroport                                                      |
|  | • |  | Arany János utca 1981         | 5e arr., 6e arr.                                 | 72 9 15 |
|  | o |  | Nyugati pályaudvar 1981       | 6e arr., 13e arr. Gare ferroviaire               | 4 6 72 73 9 26 91 191 226 291 2 70 71 100a                                                                 |
|  | o |  | Lehel tér 1981                | 13e arr.                                         | 14 76 15                                                                                                   |
|  | • |  | Dózsa György út 1984          | 13e arr.                                         | 75 79 |
|  | o |  | Göncz Árpád városközpont 1984 | 13e arr. Gare routière d'Árpád híd               | 1 1M 26 32 34 106 120                                                                                      |
|  | • |  | Forgách utca 1990             | 13e arr.                                         | 32 |
|  | • |  | Gyöngyösi utca 1990           | 13e arr.                                         | 15 105 210 210B                                                                                            |
|  | o |  | Újpest-városkapu 1990         | 4e arr., 13e arr. Gare ferroviaire Gare routière | 104 104A 121 122E 196 196A 204 2                                                                           |
|  | o |  | Újpest-központ 1990           | 4e arr.                                          | 12 14 25 30 30A 104 104A 120 147 170 196 196A 204 220 230 270                                              |

Un projet l'étend vers Káposztásmegyer (Ouest) et Ferihegy (sud-Est), vers l'aéroport.

## Ligne M4
|  |   |  | Station                | Desserte                                | Correspondances |
|  | - |  | ---------------------- | --------------------------------------- | --- |
|  | o |  | Kelenföld vasútállomás | 11e arr. Gare ferroviaire Gare routière | 1 19 49 8E 40 40B 40E 53 58 87 87A 88 88A 101B 101E 108E 141 150 150B 153 154 172 173 187 188 188E 250 250B 251 251A 251E 272 1 30a 40a |
|  | • |  | Bikás park             | 11e arr.                                | 1 7 58 114 153 213 214 |
|  | • |  | Újbuda-központ         | 11e arr.                                | 4 17 41 47 48 49 56 33 53 58 150 150B 153 154 212 212A 212B                                                                             |
|  | o |  | Móricz Zsigmond körtér | 11e arr.                                | 6 17 19 41 47 47B 48 49 56 56A 61 7 27 33 33A 58 114 213 214 240                                                                        |
|  | o |  | Szent Gellért tér      | 11e arr.                                | 19 41 47 48 49 56 56A 7 107 133E |
|  | o |  | Fővám tér              | 5e arr., 9e arr.                        | 2 2B 23 47 48 49 83 15 |
|  | o |  | Kálvin tér             | 5e arr., 8e arr., 9e arr.               | 47 48 49 72 83 9 15 100E ↔ Aéroport |
|  | o |  | Rákóczi tér            | 8e arr.                                 | 4 6 |
|  | o |  | II. János Pál pápa tér | 8e arr.                                 | 28 28A 37 37A 62 99 217E |
|  | o |  | Keleti pályaudvar      | 7e arr., 8e arr. Gare ferroviaire       | 23 24 73 76 78 79 80 5 7 7E 8E 20E 30 30A 107 108E 110 112 133E 230 80a 120a                                                            |

## Projets de développement du réseau
Le Észak-déli Regionális Gyorsvasút (Train rapide régional Nord-Sud) avait été envisagé au début des années 2000 pour relier la ligne  aux lignes  et  du Train suburbain de Budapest (HÉV). L'idée était ainsi de relier Szentendre à Csepel et Ráckeve par la construction d'un tunnel passant sous le Danube et le centre de Budapest. Le projet, actuellement au point mort, semble céder la place à une logique d'intégration du réseau HÉV au réseau de métro si l'on en croit la logique de nouvelle numérotation des lignes décidée par l'exploitant, dans laquelle les lignes HÉV (    ) suivent la numérotation des métros (   ).